# Urko Olazabal
Urko Olazabal Ortiz de Zarate (Bilbao, 1978) és un actor basc de cinema i televisió.
Després d'estudiar Belles arts a la Universitat del País Basc (UPV-EHU), es va formar en interpretació i direcció al Centre de Formació Escènica BAI de Barakaldo. Posteriorment desenvolupa la seva marxa professional com a actor en cinema i sèries de televisió, principalment en l'àmbit del País Basc. A més de la seva trajectòria com a actor, ha escrit i dirigit dos curtmetratges: Anujin (premiado por su guion en la Semana de Cine de Medina del Campo) i Mithyabadi. El 2021 fou nominat als Premis Goya, Premis Feroz i Premis Forqué per la seva interpretació de Luis Carrasco a la pel·lícula Maixabel d'Icíar Bollaín.

## Filmografia

### Com actor

#### Cinema
| Any  | Títol       | Director           | Personatge         |
| ---- | ----------- | ------------------ | ------------------ |
| 2021 | Maixabel    | Icíar Bollaín      | Luis Carrasco      |
| 2020 | Ane         | David Pérez Sañudo | Declaracions ràdio |
| 2017 | Errementari | Paul Urkijo        | Carlista 1         |
| 2016 | Ira         | Jota Aronak        | Iker Vélez         |

#### Televisió
| Any  | Sèrie               | Personatge | Núm. d'episodis |
| ---- | ------------------- | ---------- | --------------- |
| 2021 | La que se avecina   |            | 1 episodi       |
| 2020 | Patria              | Zamarreño  | 1 episodi       |
| 2018 | La víctima número 8 |            | 1 episodi       |

### Com a director i guionista
| Any  | Pel·lícula        | Observacions                                                     |
| ---- | ----------------- | ---------------------------------------------------------------- |
| 2016 | Anujín (curt)     | Premi al millor guió en la Setmana de Cinema de Medina del Campo |
| 2018 | Mithyabadi (curt) | [ 12 ] [ 13 ]                                                    |

## Premis i nominacions

### Premis Goya
| Any  | Categoria                                     | Pel·lícula | Resultat  |
| ---- | --------------------------------------------- | ---------- | --------- |
| 2021 | Millor interpretació masculina de repartiment | Maixabel   | Guanyador |

### Premis Cinematogràfics José María Forqué
| Any  | Categoria                                | Pel·lícula | Resultat |
| ---- | ---------------------------------------- | ---------- | -------- |
| 2021 | Millor interpretació masculina en cinema | Maixabel   | Nominat  |

### Premis Feroz
| Any  | Categoria                        | Pel·lícula | Resultat  |
| ---- | -------------------------------- | ---------- | --------- |
| 2021 | Millor actor secundari de cinema | Maixabel   | Guanyador |

### Medalles del Cercle d'Escriptors Cinematogràfics
| Any  | Categoria              | Pel·lícula | Resultat  |
| ---- | ---------------------- | ---------- | --------- |
| 2022 | Millor actor secundari | Maixabel   | Guanyador |